# Estación Km 304
Km 304 fue una estación ferroviaria perteneciente al Ferrocarril Central Buenos Aires, ubicada en el ramal Rojas – Cuatro de Febrero.

## Historia
El Ferrocarril Central Buenos Aires inició sus operaciones en 1915. La estación km 304 se encuentra indicada en el manual de estaciones de empresas asociadas de 1930, en la que se encontraba activa en ese año y emplazada en el ramal Rojas - Cuatro de Febrero. En el manual de estaciones de EFEA del año 1958 esta ya no figura.
Sin embargo podemos asegurar que esto fue así, ya que se encuentra demolida actualmente, gracias a la página plataforma14 que la visitó, lo que si solo podemos decir que entre los años 30 y 58 la estación fue clausurada, si la demolición fue antes o en el levante del ramal, no lo sabemos